# Echte Schweine

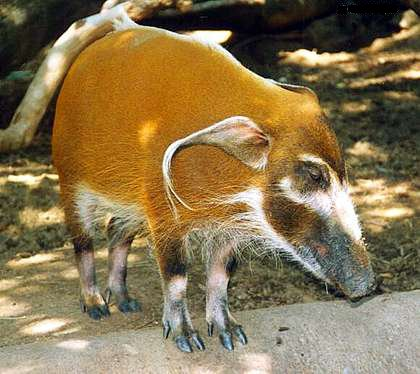
Das Pinselohrschwein zählt zu den am auffälligsten gefärbten Schweinen

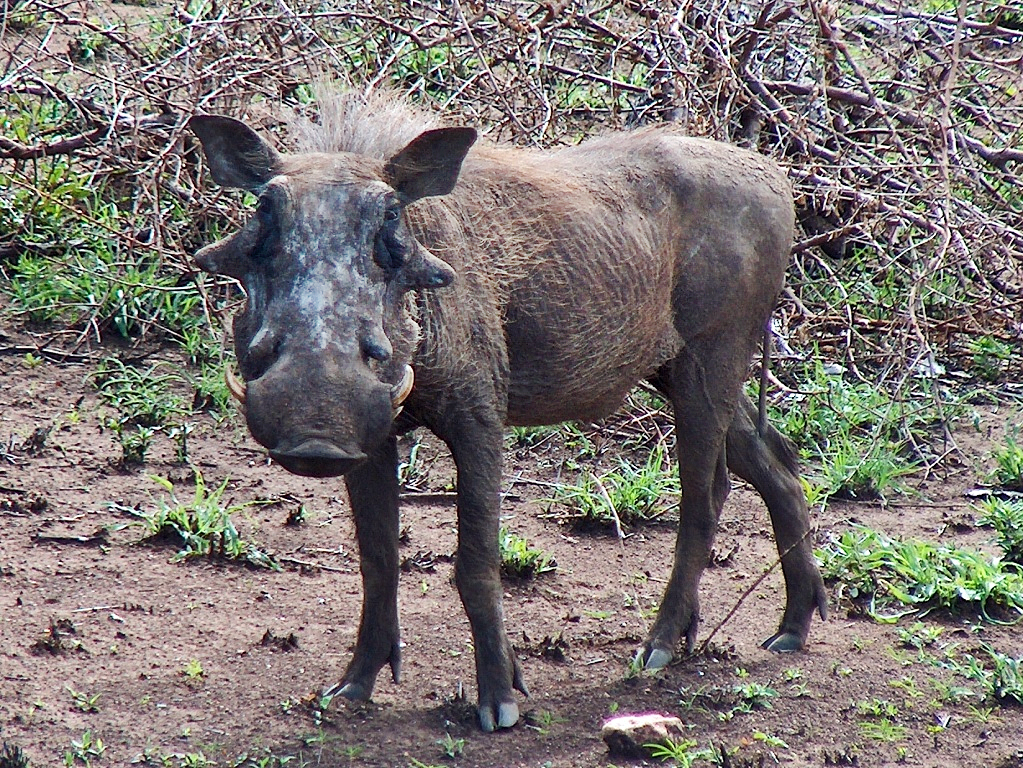
Das Warzenschwein ist eine von fünf afrikanischen Schweinearten

Die Echten oder Altweltlichen Schweine (Suidae) sind eine Säugetierfamilie aus der Ordnung der Paarhufer (Artiodactyla). Die neuweltlichen Nabelschweine oder Pekaris gehören nicht zu dieser Familie, sondern bilden eine eigene. Die Familie der Schweine umfasst knapp 20 Arten in fünf Gattungen, darunter als einzigen in Europa lebenden Vertreter das Wildschwein, das die Stammform des Hausschweins ist.

## Merkmale
Echte Schweine sind mittelgroße Säugetiere, die durch eine kompakte, fassförmige Körperform gekennzeichnet sind. Die Haut ist derb und spärlich mit kurzen, borstenartigen Haaren versehen. Die Fellfärbung variiert von rötlichbraun über grau bis schwarz. Die Kopf-Rumpf-Längen reichen von 50 bis 190 Zentimeter, wozu noch ein 3 bis 45 Zentimeter langer Schwanz kommt. Das Gewicht variiert von 6 bis 12 Kilogramm beim Zwergwildschwein und bis zu 350 Kilogramm bei den schwersten Arten.
Kennzeichnend für den Kopf sind der kegelförmige, langgestreckte Schädel, die Hauer und der Rüssel. Dieser endet in einer nackten Rüsselscheibe, die um die kreisrunden Nasenöffnungen herum liegt. Der Rüssel wird durch einen Knochen oder Knorpel (Rüsselbein, Os rostrale), der dem Zwischenkieferbein aufsitzt, gestützt. Die Augen sind weit oben am Kopf angeordnet und klein, die Ohren schmal und zugespitzt und manchmal mit Haarbüscheln versehen. Innerhalb des Gebisses sind die hervorstehenden Eckzähne, in der Jägersprache Hauer genannt, das auffälligste Kennzeichen, aber bei den Männchen deutlicher ausgeprägt als bei den Weibchen.
Sowohl die Eckzähne des Ober- als auch des Unterkiefers sind wurzellos und somit dauerwachsend. Sie ragen kreisförmig nach oben und außen, durch ein ständiges Aneinanderreiben werden sie scharf gehalten. Am eindrucksvollsten sind diese Eckzähne bei den Hirschebern – bei denen die oberen Hauer sogar durch den Rüssel wachsen – und beim Warzenschwein, bei dem sie 60 Zentimeter lang werden können. Die oberen Schneidezähne sind klein und teilweise reduziert, die unteren sind langgestreckt und annähernd waagrecht. Die Zahnformel der Echten Schweine lautet I 1–3/3 C 1/1 P 2–4/2–4 M 3/3, insgesamt haben sie also 34 bis 44 Zähne. Der Kopf ist an das Wühlen im Erdboden angepasst, einige Arten haben zusätzlich warzige Höcker im Gesicht.
Echte Schweine haben an jedem Fuß vier Zehen. Die erste Zehe fehlt stets, die dritte und vierte sind mit Hufen ausgestattet, vergrößert und tragen das ganze Gewicht. Die zweite und fünfte Zehe, Afterklauen genannt, liegen weiter oben am Fuß und berühren den Boden üblicherweise nicht. Die Unterarm- und Unterschenkelknochen sind stets getrennt.

## Verbreitung und Lebensraum
Das natürliche Verbreitungsgebiet der Echten Schweine umfasst Eurasien sowie Afrika. Der größte Artenreichtum herrscht dabei in Südostasien, wo auf den Philippinen und in Indonesien eine noch nicht endgültig geklärte Anzahl von Arten lebt. Echte Schweine bevorzugen Wälder und baumbestandene Gebiete wie Savannen, allzu trockene Regionen meiden sie jedoch in der Regel.
Das Hausschwein wurde als Haustier weltweit eingeführt, verwilderte Populationen finden sich mittlerweile auch in Nord- und Südamerika, Australien und auf zahlreichen Inseln.

## Lebensweise
Echte Schweine sind vorrangig nachtaktiv, insbesondere dort, wo sie vom Menschen gestört werden. Als Schlafplätze dienen ihnen dichte Vegetation, selbstgegrabene, oft mit Pflanzen verkleidete Erdhöhlen, natürliche Höhlen oder die verlassenen Baue anderer Tiere. Sie sind meist in der Nähe von Gewässern zu finden, viele Arten nehmen Schlammbäder, um die Haut zu reinigen und von Parasiten zu befreien. Schweine können schnell laufen und gut schwimmen, im Bedrohungsfall können sie jedoch aggressive Kämpfer sein, die ihre Fressfeinde mit ihren Hauern attackieren.
Echte Schweine leben meist in Gruppen zusammen; oft bilden sich solche Gruppen aus einem oder mehreren Weibchen samt ihrem Nachwuchs, während die erwachsenen Männchen einzelgängerisch leben. Das Territorialverhalten ist bei vielen Arten nicht sehr ausgeprägt.

## Nahrung
Echte Schweine sind in der Regel Allesfresser. Sie nehmen sowohl pflanzliche Nahrung wie Wurzeln, Knollen, Früchte und Blätter als auch tierische Nahrung wie Insekten, Würmer, kleine Wirbeltiere und auch Aas zu sich. Viele Arten graben mit der Schnauze oder den Hauern auf der Nahrungssuche im Boden.

## Fortpflanzung
Bei vielen Arten kommt es zwischen den Männchen zu Kämpfen um das Paarungsvorrecht, die durch wuchtige Kopfstöße oder durch Kämpfe mit den Hauern geführt werden. Die Tragzeit beträgt meist drei bis fünf Monate, die Wurfgröße je nach Art zwischen eins und acht. Bei den meisten Arten (außer Hirschebern und Hausschweinen) tragen die Jungtiere ein charakteristisches Streifenkleid, das der Tarnung dient. Schweine sind Nestflüchter und werden meist nach einigen Wochen entwöhnt.

## Schweine und Menschen
Vor allem wegen ihres Fleisches werden viele Schweinearten gejagt, schon früh wurde das Wildschwein zu diesem Zweck auch domestiziert. Dieser Vorgang geschah möglicherweise schon vor 8500 Jahren, womit sie zu den frühesten bekannten Nutztieren zählen. Einige andere Schweinearten wie Sulawesi-Pustelschwein, Buschschwein oder Hirscheber werden ebenfalls zu diesem Zweck gehalten, meist aber in halbwilder Form.
Durch Bejagung und Verlust des Lebensraumes sind einige Arten selten geworden. Zu den bedrohtesten Arten zählen das Zwergwildschwein und das Visayas-Pustelschwein, die beide von der IUCN als „vom Aussterben bedroht“ (critically endangered) gelistet werden; einige Pustelschweinarten sind bislang nur durch Schädelfunde bekannt, sodass über ihre Gefährdung nichts Genaues gesagt werden kann.

## Fossile Schweinezähne

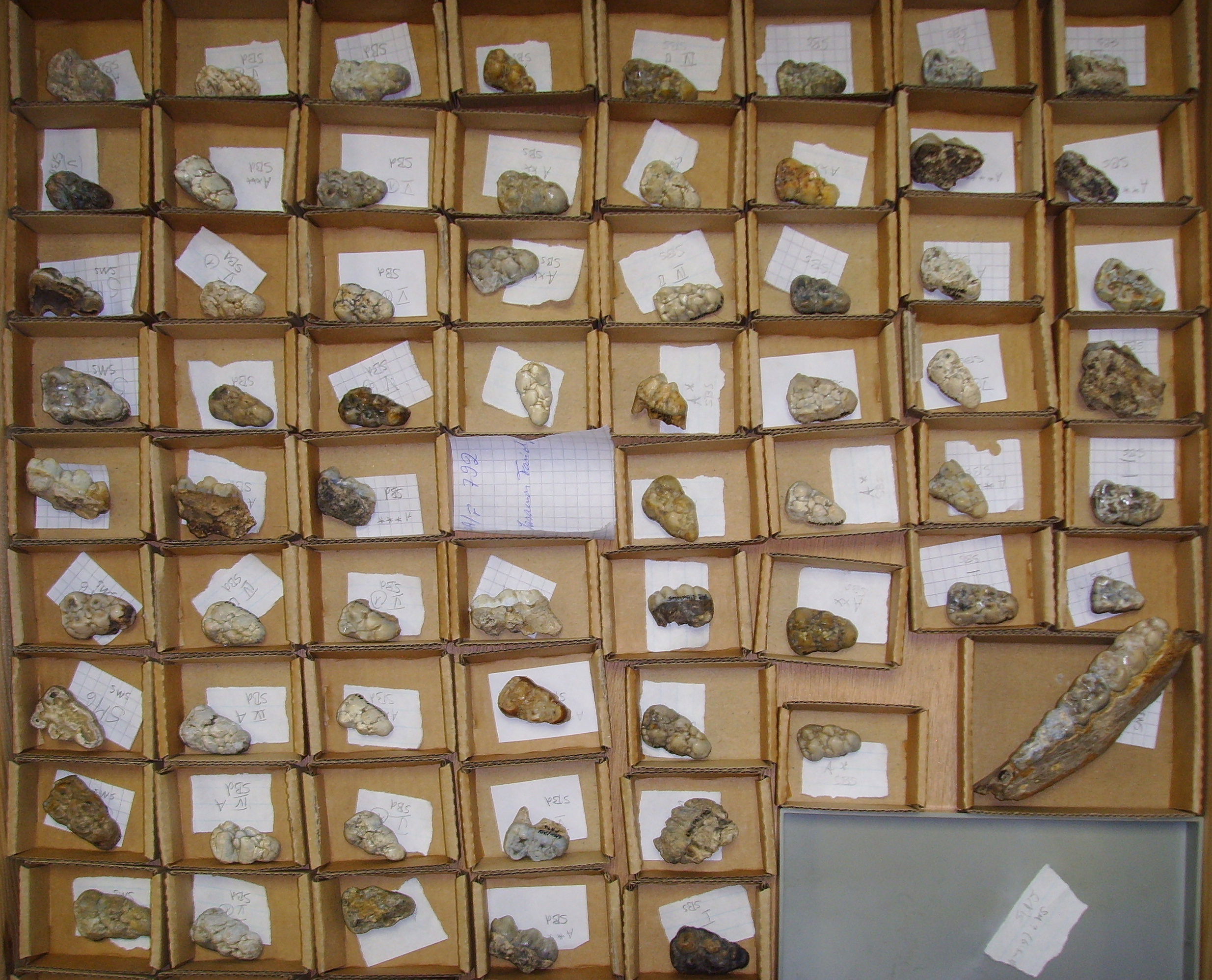
Fossile Schweinezähne aus der Sammlung Koenigswald

Wenn das Alter von Fundschichten in paläontologischen Grabungsstätten ermittelt werden soll, kann diese Altersbestimmung häufig nur anhand von Vergleichen mit anderen Fundorten durchgeführt werden, deren Alter bereits bekannt ist (relative Datierung). Die Vergleiche stützen sich in der Regel auf Leitfossilien, von denen in Afrika und Asien für Fundstellen aus dem Pliozän und dem frühen Pleistozän insbesondere fossile Schweinezähne eine wichtige Rolle spielen. Vor allem die 3. Molaren der Buschschweine und der Riesenwaldschweine haben sich in den vergangenen vier Millionen Jahren von breit-niedrig zu hochkronig-schmal verändert, weswegen ihre Gestalt ein verlässlicher Hinweis auf ihr Alter ist.

## Systematik

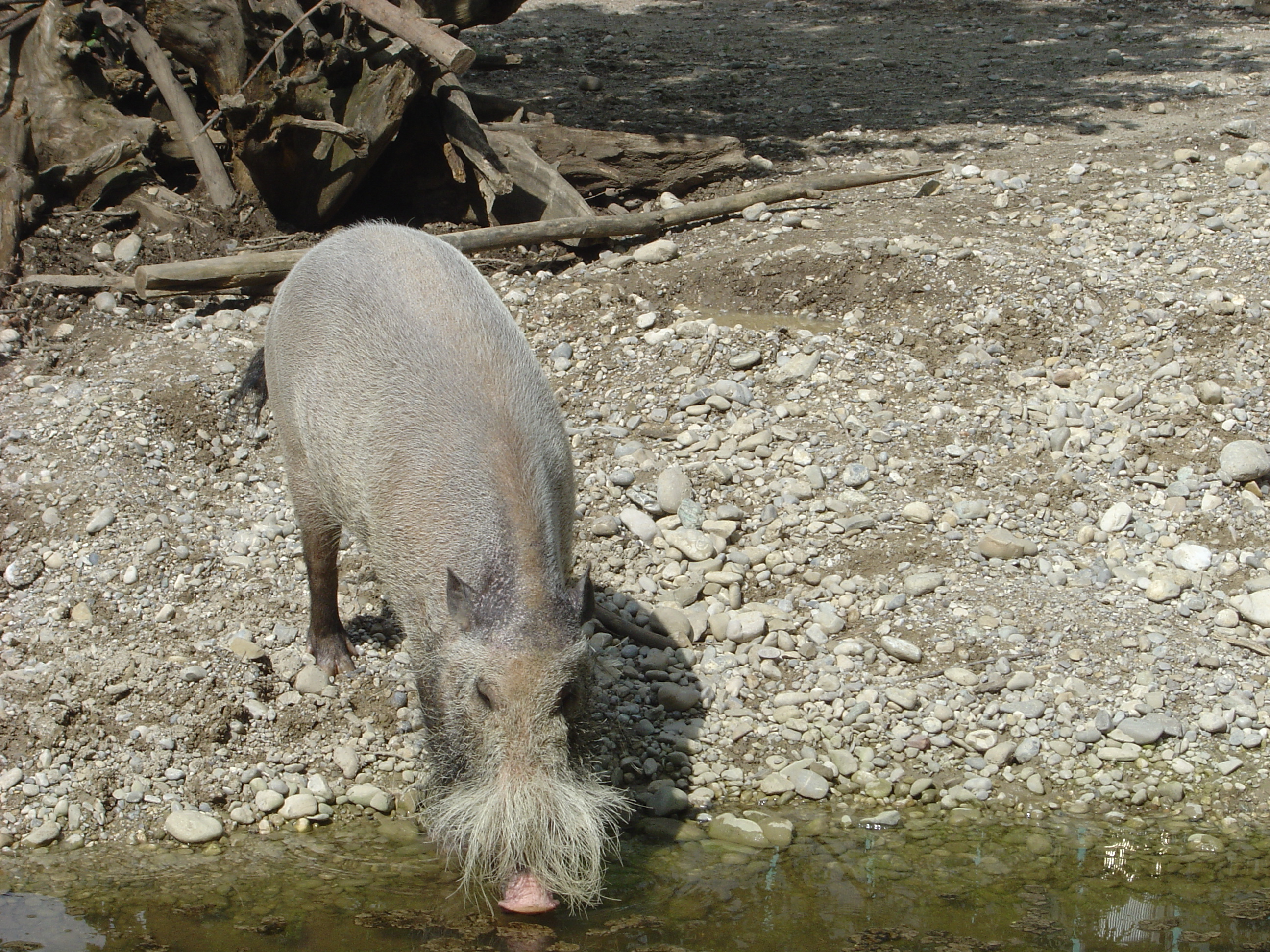
Das Bartschwein ist wie die meisten Schweine ein Allesfresser

### Äußere Systematik
In der klassischen Systematik bilden die Echten Schweine zusammen mit den Nabelschweinen oder Pekaris und den Flusspferden die Unterordnung der Schweineartigen oder Nichtwiederkäuer (Suina) innerhalb der Paarhufer. In der phylogenetischen Systematik müssen auch die Wale, die sich aus flusspferdähnlichen Vorfahren entwickelt haben, in diese Gruppe einbezogen werden. Das kommt in folgendem Kladogramm zum Ausdruck:
|                           | Wiederkäuer (Ruminantia)                                                        |
|                           |                                                                                 |
| Cetancodonta/Whippomorpha | \| \| Wale (Cetacea) \| \| \| \| \| \| Flusspferde (Hippopotamidae) \| \| \| \| |
|                           | \| \| Wale (Cetacea) \| \| \| \| \| \| Flusspferde (Hippopotamidae) \| \| \| \| |
|                           | Wale (Cetacea)                                                                  |
|                           |                                                                                 |
|                           | Flusspferde (Hippopotamidae)                                                    |
|                           |                                                                                 |

|  | Wale (Cetacea)               |
|  |                              |
|  | Flusspferde (Hippopotamidae) |
|  |                              |

|                           | Wiederkäuer (Ruminantia)                                                        |
|                           |                                                                                 |
| Cetancodonta/Whippomorpha | \| \| Wale (Cetacea) \| \| \| \| \| \| Flusspferde (Hippopotamidae) \| \| \| \| |
|                           | \| \| Wale (Cetacea) \| \| \| \| \| \| Flusspferde (Hippopotamidae) \| \| \| \| |
|                           | Wale (Cetacea)                                                                  |
|                           |                                                                                 |
|                           | Flusspferde (Hippopotamidae)                                                    |
|                           |                                                                                 |

|  | Wale (Cetacea)               |
|  |                              |
|  | Flusspferde (Hippopotamidae) |
|  |                              |

|                           | Wiederkäuer (Ruminantia)                                                        |
|                           |                                                                                 |
| Cetancodonta/Whippomorpha | \| \| Wale (Cetacea) \| \| \| \| \| \| Flusspferde (Hippopotamidae) \| \| \| \| |
|                           | \| \| Wale (Cetacea) \| \| \| \| \| \| Flusspferde (Hippopotamidae) \| \| \| \| |
|                           | Wale (Cetacea)                                                                  |
|                           |                                                                                 |
|                           | Flusspferde (Hippopotamidae)                                                    |
|                           |                                                                                 |

|  | Wale (Cetacea)               |
|  |                              |
|  | Flusspferde (Hippopotamidae) |
|  |                              |

|                           | Wiederkäuer (Ruminantia)                                                        |
|                           |                                                                                 |
| Cetancodonta/Whippomorpha | \| \| Wale (Cetacea) \| \| \| \| \| \| Flusspferde (Hippopotamidae) \| \| \| \| |
|                           | \| \| Wale (Cetacea) \| \| \| \| \| \| Flusspferde (Hippopotamidae) \| \| \| \| |
|                           | Wale (Cetacea)                                                                  |
|                           |                                                                                 |
|                           | Flusspferde (Hippopotamidae)                                                    |
|                           |                                                                                 |

|  | Wale (Cetacea)               |
|  |                              |
|  | Flusspferde (Hippopotamidae) |
|  |                              |

### Innere Systematik

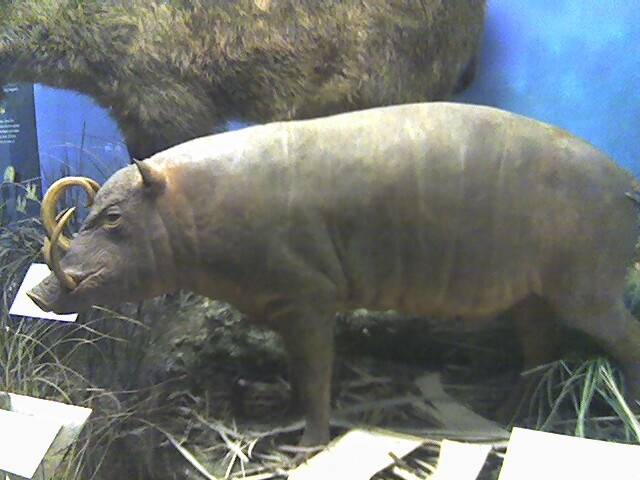
Hirscheber mit den typischen, durch den Rüssel wachsenden Hauern

Die Schweine werden in sechs Gattungen mit knapp 20 Arten eingeteilt:
- Die Gattung Sus umfasst acht Arten, darunter das Wildschwein, sowie die Bart- und Pustelschweine.
- Das Zwergwildschwein ist die einzige Art der Gattung Porcula und die kleinste lebende Schweineart.
- Die Buschschweine (Potamochoerus) umfassen zwei Arten, das Buschschwein und das Pinselohr- oder Flussschwein.
- Das Riesenwaldschwein ist der einzige Vertreter der Gattung Hylochoerus und ist die größte lebende Schweineart.
- Die Warzenschweine (Phacochoerus) umfassen zwei in Afrika lebende Arten, das (Eigentliche) Warzenschwein und das Wüstenwarzenschwein.
- Die Hirscheber oder Babirusas (Babyrousa) der Insel Sulawesi und vorgelagerter Inseln sind dadurch gekennzeichnet, dass ihnen Hauer durch den Rüssel wachsen.